# Beata Tyszkiewicz
Beata Maria Helena Tyszkiewicz (n. 14 august 1938, Wilanów⁠(d), Warsaw Voivodeship⁠(d), Polonia) este o actriță poloneză.

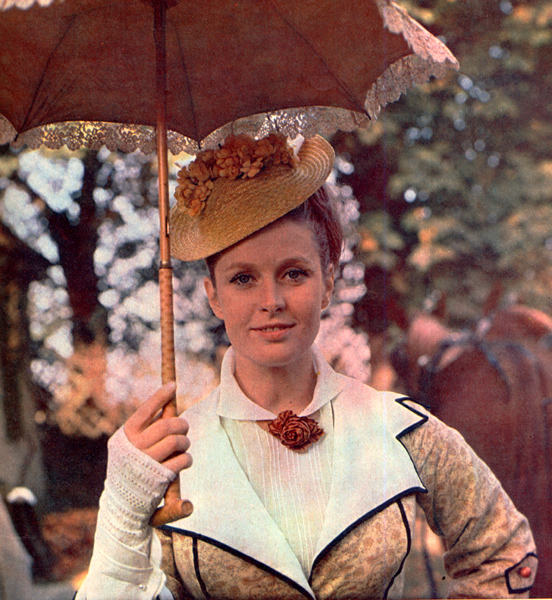
Beata Tyszkiewicz în filmul „Păpușa” (1968)

## Filmografie
- 1956: Zemsta
- 1961: Samson, regia Andrzej Wajda
- 1963: Yokmok, regia Stanisław Możdżeński
- 1964: Manuscrisul găsit la Saragosa (Rękopis znaleziony w Saragossie), regia Wojciech Jerzy Has
- 1964: Întâlnire cu spionul (Spotkanie ze szpiegiem), regia Jan Batory
- 1965: Cenușa (Popioły), regia Andrzej Wajda
- 1967: Pieśń triumfującej miłości, regia Andrzej Żuławski
- 1968: Păpușa (Lalka), regia Wojciech Has
- 1969: Totul de vânzare (Wszystko na sprzedaż), regia Andrzej Wajda
- 1969: Un cuib de nobili (Dvoryánskoe gnezdó), regia Andrei Koncealovski
- 1975: Nights and Days, regia Jerzy Antczak
- 1980: Kontrakt, regia: Krzysztof Zanussi
- 1981: Édith et Marcel, regia Claude Lelouch
- 1983: Seksmisja, regia Juliusz Machulski
- 1984: Vabank II, czyli riposta, regia Juliusz Machulski
- 1987: Kingsajz, regia Juliusz Machulski
- 1988: Bernadette, regia Jean Delannoy
- 1991: V.I.P., regia Juliusz Machulski
- 1991: Ferdydurke, regia Jerzy Skolimowski
- 1992: The Silent Touch, regia Krzysztof Zanussi
- 1993: La Petite Apocalypse, regia Costa Gavras
- 2006: Plac Zbawiciela, regia Krzysztof Krauze
- 2011: Listy do M.

## Legături externe
- Beata Tyszkiewicz la Internet Movie Database